# Calumet Heights (Chicago)

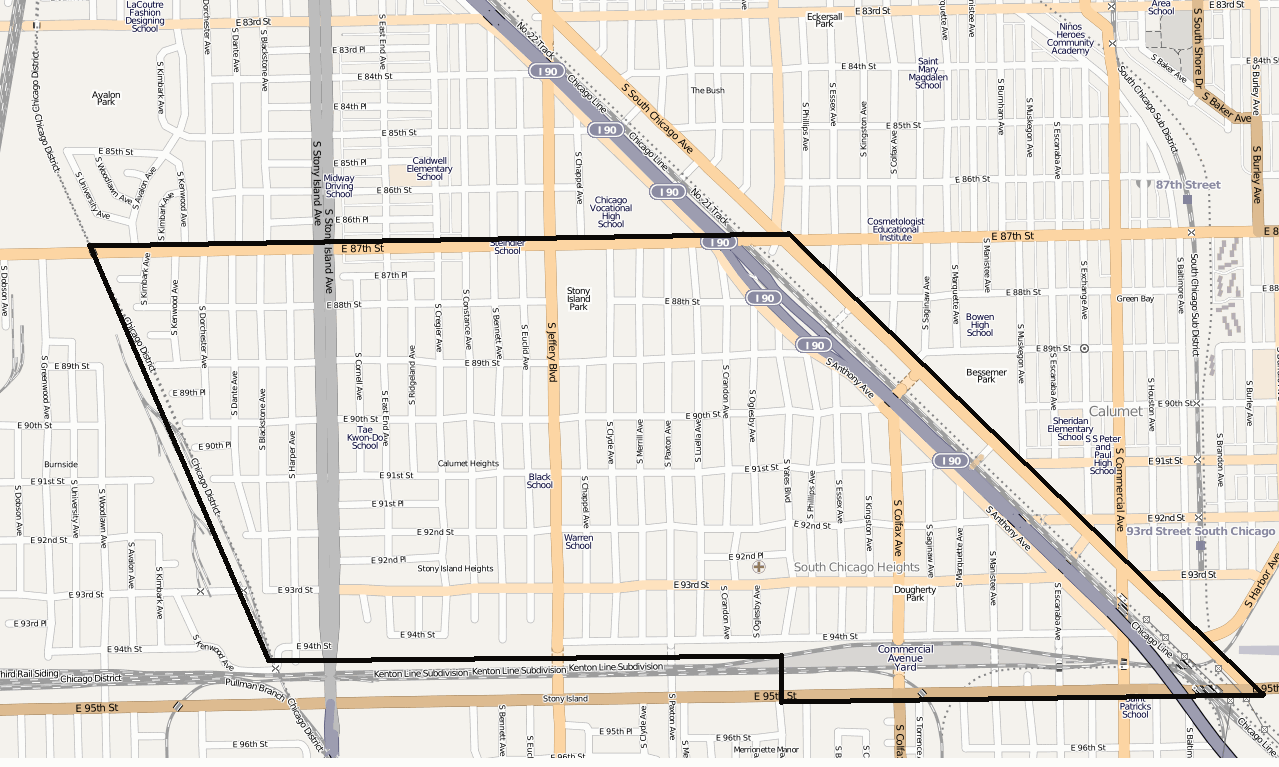
Mapa de Calumet Heights

Calumet Heights, situado en la zona sur de la ciudad. Es una de las 77 áreas comunitarias bien definidas de Chicago, Illinois. Calumet Heights está limitada por la calle 87 al norte, la avenida South Chicago al este y las líneas de ferrocarril al oeste y al sur (a lo largo de la calle 95).
Incluye los barrios de Calumet Heights y Pill Hill.
El 56% de los residentes de Calumet Heights están en la fuerza laboral. El 83% de ellos se consideran empleados y el 17% desempleados.
Calumet Heights es un bastión para el Partido Demócrata. En las elecciones presidenciales de 2016, Calumet Heights emitió 7.840 votos por Hillary Clinton y 184 votos por Donald Trump. A pesar de esta aplastante victoria, en realidad fue el 20º margen de victoria más grande de Clinton en puntos porcentuales en las 76 áreas comunitarias que ganó.

## Otros sitios web
- Mapa Oficial de la Comunidad de Calumet Heights de la Ciudad de Chicago
- información de city-data.com
- Enciclopedia Chicago: Calumet Heights

- Datos: Q2934414
- Multimedia: Calumet Heights, Chicago / Q2934414